# Bardmoor
Bardmoor är en ort (CDP) i Pinellas County, i delstaten Florida, USA. Enligt United States Census Bureau har orten en folkmängd på 9 732 invånare (2010) och en landarea på 5,7 km².